# Aguacate de Vinazco
Aguacate de Vinazco är en ort i Mexiko.   Den ligger i kommunen Álamo Temapache och delstaten Veracruz, i den sydöstra delen av landet, 200 km nordost om huvudstaden Mexico City. Aguacate de Vinazco ligger 76 meter över havet och antalet invånare är 374.
Terrängen runt Aguacate de Vinazco är kuperad åt sydost, men åt nordväst är den platt. Runt Aguacate de Vinazco är det ganska tätbefolkat, med 65 invånare per kvadratkilometer. Närmaste större samhälle är La Ceiba, 11,4 km söder om Aguacate de Vinazco. Trakten runt Aguacate de Vinazco består till största delen av jordbruksmark.